# Laissey
Laissey é uma comuna francesa na região administrativa de Borgonha-Franco-Condado, no departamento de Doubs. Estende-se por uma área de 2,86 km². Em 2010 a comuna tinha 448 habitantes (densidade: 156,6 hab./km²).